# デニス・ゴンサレス
デニス・ゴンサレス・ボネウ（Dennis González Boneu、2004年5月11日 - ）は、スペイン・バルセロナ県ルビー出身の男子アーティスティックスイミング選手。

## 経歴
2023年に日本の福岡市で開催された世界水泳選手権では、ソロフリールーティンで金メダルを獲得し、エマ・ガルシアと組んだミックスデュエットテクニカルで銀メダルを獲得し、ミレイア・エルナンデスと組んだミックスデュエットフリールーティンで銅メダルを獲得した。
2024年にアラブ首長国連邦のドーハで開催された世界水泳選手権では、ソロフリールーティンと、ミレイア・エルナンデスと組んだミックスデュエットフリールーティンで銀メダルを獲得した。2024年パリオリンピックでは初めて男子選手の参加も可能となったが、実際には男子選手を出場させた国はなかった。
2025年の世界水泳選手権では、イリス・ティオと組んだミックスデュエットフリールーティンで金メダルを獲得し、ソロテクニカル、ミレイア・エルナンデスと組んだミックスデュエットテクニカルルーティンで銀メダルを獲得し、チームアクロバティックとチームフリーで銅メダルを獲得した。